# Кане (Жерс)
Кане (фр. Cannet) насеље је и општина у јужној Француској у региону Миди Пирене, у департману Жерс која припада префектури Миранд.
По подацима из 2011. године у општини је живело 53 становника, а густина насељености је износила 11,02 становника/km². Општина се простире на површини од 4,81 km². Налази се на средњој надморској висини од 184 метара (максималној 231 m, а минималној 114 m).

## Демографија
| 1962. | 1968. | 1975. | 1982. | 1990. | 1999. | 2011. |
| ----- | ----- | ----- | ----- | ----- | ----- | ----- |
| 43    | 67    | 63    | 58    | 53    | 55    | 53    |

График промене броја становника у току последњих година